# Сент-Ораду-пре-Крок
Сент-Ораду́-пре-Крок (фр. Saint-Oradoux-près-Crocq) — коммуна во Франции, находится в регионе Лимузен. Департамент коммуны — Крёз. Входит в состав кантона Крок. Округ коммуны — Обюссон.
Код INSEE коммуны — 23225.

## Население
Население коммуны на 2010 год составляло 116 человек.
| 1962 | 1968 | 1975 | 1982 | 1990 | 1999 | 2010 |
| ---- | ---- | ---- | ---- | ---- | ---- | ---- |
| 206  | 190  | 175  | 153  | 134  | 124  | 116  |

## Экономика
В 2010 году среди 64 человек трудоспособного возраста (15—64 лет) 45 были экономически активными, 19 — неактивными (показатель активности — 70,3 %, в 1999 году было 68,5 %). Из 45 активных жителей работали 41 человек (23 мужчины и 18 женщин), безработных было 4 (2 мужчин и 2 женщины). Среди 19 неактивных 3 человека были учениками или студентами, 12 — пенсионерами, 4 были неактивными по другим причинам.